# Sarariiman

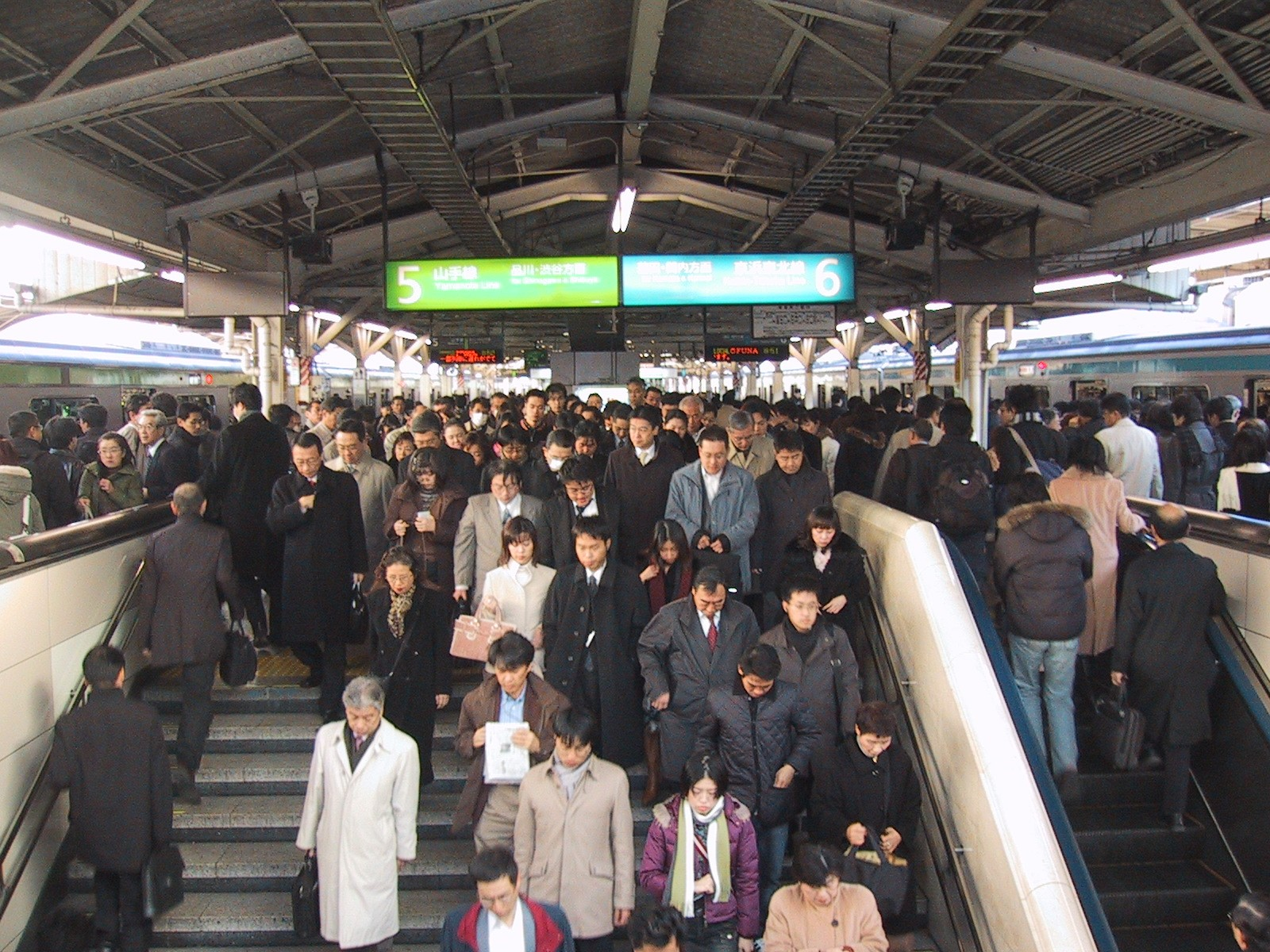
"Sarariiman" tar sitt dagliga tåg till jobbet i Tokyoregionen

Salaryman, eller Sarariiman, (サラリーマン), från engelska salaried man, är en pseudoanglicism i japanska språket, som syftar på någon, vars inkomst är lönebaserad. Speciellt de som arbetar i storföretagen kallas salaryman. I Japan kallas sådana uttryck för wasei-eigo (和製英語), "hemmagjord engelska". Ordet används ofta av japanska storföretag och det är så utbrett i japansk manga, anime, böcker och tidskrifter att det gradvis kommit att godtas som beteckning på en japansk tjänsteman i engelsktalande länder. Ordet är därmed exempel på ett återlån till engelskan som salaryman.

## Historik
Ordet salaryman/sarariiman kom i allmänt bruk i Japan omkring 1930, även om kostymklädda löntagare med vit skjorta och slips var en relativt liten klick före regeringsbyråkratiernas och krigsindustrins snabba expansion före och under andra världskriget.
Termen omfattade inte alla anställda med lön, utan enbart tjänstemännen inom affärsföretagens stora kontor och regeringskanslierna. Arbetare i mizu shōbai och övriga underhållningsindustrin (inklusive skådespelare och musiker) innefattades inte, även om deras inkomster kunde vara lönebaserade. Likaledes undantagna är läkare, ingenjörer, jurister, ekonomer,  politiker, egenföretagare och företagsledare. 
Efter stillahavskriget ansågs att bli en sarariiman inom affärsvärlden som en inkörsport till en stabil medelklasslivsstil. Numera ger termen associationer till långa arbetsdagar, liten prestige i hierarkierna och avsaknad av annan huvudsaklig inkomstkälla  än lön, till löneslaveri och karōshi.